# Complexo militar-industrial

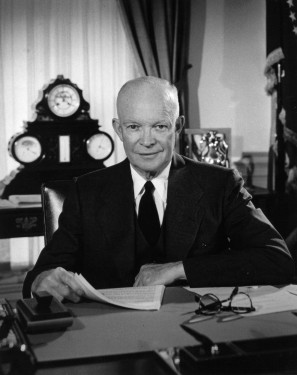
Presidente Dwight Eisenhower, famosa referência para o "complexo industrial-militar", em seu pronunciamento de despedida.

Complexo militar-industrial (em inglês: Military-industrial complex) é um conceito normalmente usado para se referir ao relacionamento político entre as forças armadas de um governo nacional e a indústria, a fim de obter para o setor privado a aprovação política para pesquisa, desenvolvimento e produção, assim como o apoio para treinos militares, armas, equipamentos e instalações com a defesa nacional e a segurança política. Este é um tipo de triângulo de ferro.
O termo é na maioria das vezes utilizado para se referir aos dos Estados Unidos, onde se popularizou após o seu uso pelo presidente Dwight D. Eisenhower, em seu discurso de despedida, embora o termo seja aplicável a qualquer país com uma infra-estrutura de desenvolvimento similar. Algumas vezes é amplamente usado para incluir toda a rede de contratos, fluxos de dinheiro e recursos tanto entre indivíduos quanto entre instituições com ganhos através de contratos de defesa, do Pentágono e o congresso. Este setor é intimamente propenso aos problemas de risco moral. Casos de corrupção política também são vistos com regularidade. Uma tese similar foi originalmente expressa por Daniel Guérin, em seu livro lançado em 1936: Facism and Big Business, sobre o governo fascista apoiando a industria pesada. Pode-se defini-lo como "uma aliança informal e diferente de grupos com investidas psicológicas, morais e materiais de interesses no desenvolvimento contínuo e a manutenção de fábricas armamentistas de altos níveis, na preservação de mercados coloniais e na concepção militar-estratégica de negócios internos". Bancos foram considerados decisivos na entrada dos Estados Unidos na Primeira Guerra Mundial, por exemplo. Mais da metade da economia norte-americana era dependente do setor público em 1950, principalmente do exército.

## Antecedentes
Segundo cientistas políticos, as guerras ao longo da história sempre beneficiam uma elite. Na Revolução Americana, já se buscava estabelecer que as guerras dos Estados Unidos não podiam ter influências de interesses políticos e/ou econômicos. Pessoas como James Madison alertavam dos riscos de se ter exércitos permanentes e em geram, os federalistas eram a favor do pacifismo. O Benjamin Constant já debatia a relevância da contraposição da liberdade dos povos guerreiros em detrimento dos comerciantes. e outros autores brasileiros fizeram este mesmo debate em 1922. O Carl  Schmitt também faz esta discussão para o caso alemão.

## Atuais Aplicações
O total gasto mundial em despesas militares em 2008 foi de US$1,46 trilhões de dólares americanos. Próximo da metade deste total, 528,7 bilhões de dólares, foi gasto pelos Estados Unidos. A indústria armamentista também tem um envolvimento significante na pesquisa e desenvolvimento da tecnologia militar. A privatização da produção e investimento da tecnologia militar, conduz os EUA a um complicado relacionamento. Nele, o Pentágono é o comprador e a indústrias da guerra são os vendedores.